# GitGuardian
 (octobre 2023).
GitGuardian est une entreprise privée qui propose des outils de détection automatisée des vulnérabilités dans les codes sources et autres dépôts de données. L'entreprise a été créée en 2017 par Jérémy Thomas et Éric Fourrier,,,.

## Histoire
En 2017, après avoir exploré la méthode du GitHub Dorking, qui s'apparente au Google Hacking, mais sur GitHub, les cofondateurs ont pris conscience des failles de sécurité associées à la fuite de secrets sur des référentiels publics,.
En 2018, GitGuardian a annoncé un financement de démarrage par Fly Ventures. En décembre 2019, GitGuardian a annoncé une levée de fonds de 12 millions de dollars en série A mené par Balderton Capital. 
En 2021, GitGuardian remporte le prix annuel du Forum international de la cybersécurité. En août de la même année, GitGuardian est listé sur la place de marché GitHub et devient l'application numéro un dans la catégorie sécurité. En décembre, GitGuardian lève 44 millions de dollars en série B, menée par Eurazeo et Sapphire.
En janvier 2022, GitGuardian devient un membre corporatif de l’Open Web Application Security Project (OWASP),. En juillet 2022, GitGuardian devient conforme à la norme SOC 2 Type II (normes de sécurité).
En 2023, GitGuardian entre dans le programme French Tech 2030, qui soutient les acteurs émergents principalement dans le secteur DeepTech. En avril, GitGuardian lance Honeytoken, un outil qui protège la chaîne d’approvisionnement logicielle (en) contre les intrusions potentielles sur les systèmes de gestion de versions, les pipelines CI/CD, les registres d'artefacts logiciels, et plus encore.
En 2023, GitGuardian a commandé une étude et recueilli les réponses de 507 décideurs en matière d'informatique et de sécurité afin d'étudier la sensibilisation aux risques posés par l'expansion des secrets et la maturité opérationnelle dans les grandes entreprises.